# プリズム (Ceuiの曲)
「プリズム」は、Ceuiの楽曲。Ceuiが作詞、小高光太郎が作曲を手掛けた。Ceuiの8枚目のシングルとして2009年8月26日にLantisから発売された。

## 概要
前作「センティフォリア」に次いで2009年8月の2枚目となる同年5作目のシングル。表題曲「プリズム」は、アダルトゲーム『プリティ☆ウィッチ☆アカデミー!』のオープニング主題歌である。
これまでのメジャー以降のシングルの中では唯一、オリコンチャートにランクインされなかった。

## 収録曲
（全作詞：Ceui、作曲：小高光太郎・Ceui、編曲：小高光太郎）
1. プリズム [4:43]
2. crystal pain [4:36]
3. After The Deluge